# Yamaceratops
Yamaceratops dorngobiensis
Genre
Espèce
Yamaceratops est un genre fossile de dinosaures cératopsiens assez primitifs, découvert dans le  Crétacé supérieur du désert de Gobi en Mongolie. Ses fossiles proviennent de la formation géologique de Javkhlant, datée lors de la découverte du Crétacé inférieur mais attribuée, à la suite de nouvelles études en 2009, au Santonien (Crétacé supérieur), soit il y a environ entre 85,7 à 83,6 millions d'années.
Le genre ne contient qu'une seule espèce, Yamaceratops dorngobiensis, décrite par Peter J. Makovicky (d) et Mark A. Norell en 2006.

## Étymologie
Le nom de genre Yamaceratops, qui signifie littéralement « face cornue de Yama », combine le nom de « Yama », une divinité bouddhiste tibétaine, et les mots du grec κέρας (kéras) signifiant « corne » et ὤψ (ops) signifiant « visage ». L'épithète spécifique dorngobiensis fait référence à la région de Dornogovi dans l'est de la Mongolie où les fossiles ont été découverts.

## Description
Le genre n'est connu que par un crâne partiel et quelques os isolés qui indiquent qu'il s'agit d'un cératopsien de petite taille, 1,50 mètre de long selon Thomas Holtz. Pour les inventeurs de l’espèce, sa petite collerette avait plus un rôle défensif que de parade.
Le fossile d'un œuf avec un embryon d'ornithischien a été découvert dans des sédiments contenant des restes fossiles de Yamaceratops. Il pourrait appartenir à ce genre.

## Classification
En 2006, les inventeurs de Yamaceratops le placent entre les genres Liaoceratops et Archaeoceratops au sein du clade des néocératopsiens. Il a ensuite été regroupé dans la famille des Archaeoceratopsidae.
En 2014, une analyse phylogénétique des cératopsiens, conduite par Andrew Farke et al., ne retient plus le taxon des Archaeoceratopsidae. Ils reclassent Yamaceratops comme un néocératopsien en groupe frère d'Auroraceratops.